# Кальвия Криспинилла
Ка́львия Криспини́лла (лат. Calvia Crispinilla; умерла после 69 года) — фаворитка древнеримского императора Нерона.

## Биография
Кальвия имела знатное происхождение за пределами Рима, возможно, африканское. При Нероне служила «хозяйкой императорского гардероба» во дворце. Как считалось, обладала большой властью и влиянием, сопровождая Нерона и его третью жену Статилию Мессалину в поездке по Греции в 66 году. Её современники отмечали жадность и алчность Кальвии Криспиниллы; Корнелий Тацит называл её «наставницей по пороку» (magistrate libidinum) Нерона. Когда в 67 году принцепс женился на кастрированном юноше Споре, он сделал её «хозяйкой гардероба» Спора (epitropeia ten peri estheta).
К 68-69 годам, после изменений в её политических связях, Кальвия Криспинилла, как говорили, была зачинщицей неудачного восстания Луция Клодия Макра в Африке. Впоследствии ей приписывали, что она стояла за отступничеством Гальбы от Нерона.
После смерти Нерона Кальвия Криспинилла вышла замуж за Секста Травла Монтана, богатого сенатора. Во время недолгого императорства Отона раздавались публичные призывы к её казни, но Отон, по-видимому, встал на её защиту и она осталась невредимой.
Кальвия Криспинилла также активно занималась торговлей и получала выгоду от своих вложений в прибыльную виноторговлю.
В Птуе (современная Словения) было обнаружено несколько амфор для оливкового масла, на которых стояли печати с её именем или Кальвией и Травлом Монтаном вместе. Два её раба, Камул и Квиет, засвидетельствованы в одной, сохранившейся надписи, найденной около Тарента.